# Haris Seferovic
Haris Seferović (sinh ngày 22 tháng 2 năm 1992) là một cầu thủ bóng đá người Thụy Sĩ thi đấu ở vị trí tiền đạo cho Galatasaray tại Giải bóng đá vô địch quốc gia Thổ Nhĩ Kỳ theo dạng cho mượn từ Benfica và đội tuyển bóng đá quốc gia Thụy Sĩ.
Seferović bắt đầu thi đấu chuyên nghiệp tại Grasshopper vào tháng 4 năm 2009. Không lâu sau, vào tháng 1 năm 2010, anh được ký hợp đồng với đội bóng Fiorentina của Ý. Phần lớn thời gian của anh ở câu lạc bộ sau đã được cho mượn, với một bàn hợp đồng thành công tại Novara ở Serie B, sau đó là chuyển đến Sociedad của Tây Ban Nha vào năm 2013. Một năm sau, anh ấy gia nhập câu lạc bộ Đức Eintracht Frankfurt, đội bóng mà anh ấy đã trải qua ba mùa trước khi chuyển đến Benfica ở Bồ Đào Nha.
Ra mắt quốc tế đầy đủ kể từ năm 2013, Seferović đại diện cho Thụy Sĩ tại World Cup 2014, Euro 2016m World Cup 2018 và Euro 2020, được ra sân hơn 80 trận.

## Thống kê sự nghiệp

### Câu lạc bộ
Tính đến ngày 19 tháng 5 năm 2021
| Câu lạc bộ             | Mùa giải            | Giải đấu | Giải đấu | Cúp quốc gia | Cúp quốc gia | Cúp liên đoàn | Cúp liên đoàn | Châu Âu | Châu Âu | Khác | Khác | Tổng cộng | Tổng cộng |
| Câu lạc bộ             | Mùa giải            | Trận     | Bàn      | Trận         | Bàn          | Trận          | Bàn           | Trận    | Bàn     | Trận | Bàn  | Trận      | Bàn       |
| ---------------------- | ------------------- | -------- | -------- | ------------ | ------------ | ------------- | ------------- | ------- | ------- | ---- | ---- | --------- | --------- |
| Grasshopper            | 2008–09             | 1        | 0        | 0            | 0            | —             | —             | 0       | 0       | —    | —    | 1         | 0         |
| Grasshopper            | 2009–10             | 2        | 0        | 0            | 0            | —             | —             | —       | —       | —    | —    | 2         | 0         |
| Grasshopper            | Tổng cộng           | 3        | 0        | 0            | 0            | —             | —             | 0       | 0       | —    | —    | 3         | 0         |
| Fiorentina             | 2010–11             | 1        | 0        | 2            | 0            | —             | —             | —       | —       | —    | —    | 3         | 0         |
| Fiorentina             | 2012–13             | 7        | 0        | 2            | 1            | —             | —             | —       | —       | —    | —    | 9         | 1         |
| Fiorentina             | Tổng cộng           | 8        | 0        | 4            | 1            | —             | —             | 0       | 0       | 0    | 0    | 12        | 1         |
| Neuchâtel Xamax (mượn) | 2011–12             | 14       | 2        | 0            | 0            | —             | —             | —       | —       | 0    | 0    | 14        | 2         |
| Lecce (mượn)           | 2011–12             | 5        | 0        | 0            | 0            | —             | —             | —       | —       | —    | —    | 5         | 0         |
| Novara (mượn)          | 2012–13             | 18       | 10       | 0            | 0            | —             | —             | —       | —       | —    | —    | 18        | 10        |
| Real Sociedad          | 2013–14             | 24       | 2        | 8            | 1            | —             | —             | 8       | 1       | —    | 40   | 4         |           |
| Eintracht Frankfurt    | 2014–15             | 32       | 10       | 2            | 1            | —             | —             | —       | —       | —    | 34   | 11        |           |
| Eintracht Frankfurt    | 2015–16             | 29       | 3        | 2            | 0            | —             | —             | —       | —       | 2    | 1    | 33        | 4         |
| Eintracht Frankfurt    | 2016–17             | 25       | 3        | 4            | 1            | —             | —             | —       | —       | —    | —    | 29        | 4         |
| Eintracht Frankfurt    | Tổng cộng           | 86       | 16       | 8            | 2            | —             | —             | —       | —       | 2    | 1    | 96        | 19        |
| Benfica                | 2017–18             | 20       | 4        | 2            | 0            | 2             | 1             | 4       | 1       | 1    | 1    | 29        | 7         |
| Benfica                | 2018–19             | 29       | 23       | 5            | 0            | 4             | 2             | 13      | 2       | —    | —    | 51        | 27        |
| Benfica                | 2019–20             | 30       | 5        | 5            | 2            | 2             | 0             | 7       | 2       | 1    | 0    | 45        | 9         |
| Benfica                | 2020–21             | 31       | 22       | 5            | 4            | 2             | 0             | 8       | 0       | 1    | 0    | 47        | 26        |
| Benfica                | Tổng cộng           | 110      | 54       | 17           | 6            | 10            | 3             | 32      | 5       | 3    | 1    | 172       | 69        |
| Tổng cộng sự nghiệp    | Tổng cộng sự nghiệp | 268      | 84       | 37           | 10           | 10            | 3             | 40      | 6       | 5    | 2    | 360       | 107       |

### Quốc tế

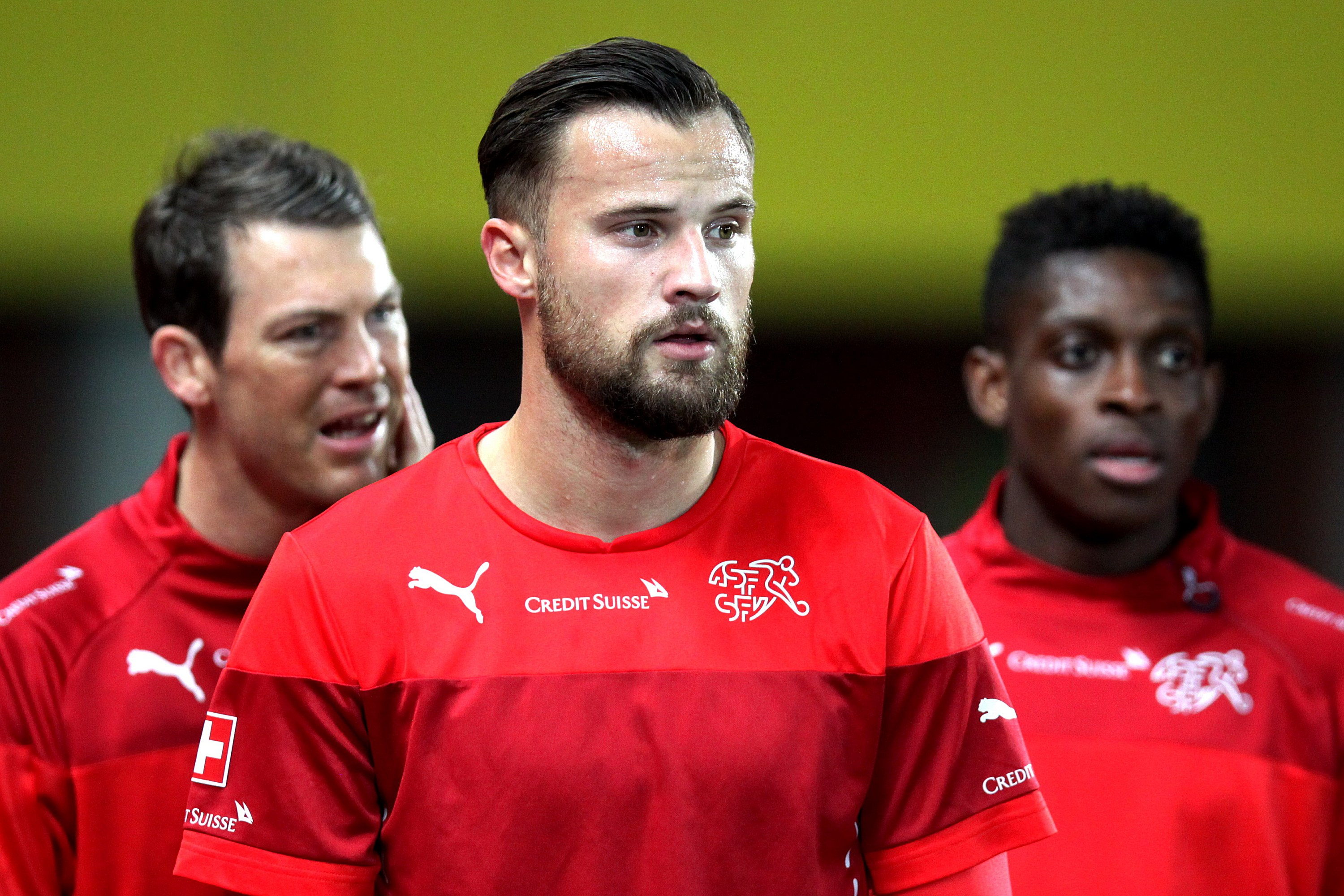
Stephan Lichtsteiner, Seferović (giữa) và François Moubandje vào tháng 11 năm 2015

Tính đến ngày 6 tháng 12 năm 2022.
| Đội tuyển quốc gia | Năm       | Trận | Bàn |
| ------------------ | --------- | ---- | --- |
| Thụy Sĩ            | 2013      | 9    | 1   |
| Thụy Sĩ            | 2014      | 11   | 3   |
| Thụy Sĩ            | 2015      | 7    | 3   |
| Thụy Sĩ            | 2016      | 11   | 1   |
| Thụy Sĩ            | 2017      | 9    | 3   |
| Thụy Sĩ            | 2018      | 12   | 6   |
| Thụy Sĩ            | 2019      | 5    | 1   |
| Thụy Sĩ            | 2020      | 6    | 1   |
| Thụy Sĩ            | 2021      | 10   | 5   |
| Thụy Sĩ            | 2022      | 12   | 1   |
| Tổng cộng          | Tổng cộng | 92   | 25  |

#### Bàn thắng quốc tế
Bàn thắng và kết quả của Thụy Sĩ được để trước.
| #   | Ngày                 | Địa điểm                                               | Đối thủ          | Bàn thắng | Kết quả | Giải đấu                    |
| --- | -------------------- | ------------------------------------------------------ | ---------------- | --------- | ------- | --------------------------- |
| 1.  | 8 tháng 6 năm 2013   | Sân vận động Genève, Genève, Thụy Sĩ                   | Síp              | 1–0       | 1–0     | Vòng loại World Cup 2014    |
| 2.  | 15 tháng 6 năm 2014  | Sân vận động Quốc gia Mané Garrincha, Brasília, Brasil | Ecuador          | 2–1       | 2–1     | World Cup 2014              |
| 3.  | 14 tháng 10 năm 2014 | Sân vận động San Marino, Serravalle, San Marino        | San Marino       | 1–0       | 4–0     | Vòng loại Euro 2016         |
| 4.  | 14 tháng 10 năm 2014 | Sân vận động San Marino, Serravalle, San Marino        | San Marino       | 2–0       | 4–0     | Vòng loại Euro 2016         |
| 5.  | 27 tháng 3 năm 2015  | Swissporarena, Luzern, Thụy Sĩ                         | Estonia          | 3–0       | 3–0     | Vòng loại Euro 2016         |
| 6.  | 17 tháng 11 năm 2015 | Sân vận động Ernst Happel, Viên, Áo                    | Áo               | 1–0       | 2–1     | Giao hữu                    |
| 7.  | 17 tháng 11 năm 2015 | Sân vận động Ernst Happel, Viên, Áo                    | Áo               | 2–1       | 2–1     | Giao hữu                    |
| 8.  | 7 tháng 10 năm 2016  | Groupama Arena, Budapest, Hungary                      | Hungary          | 1–0       | 3–2     | Vòng loại World Cup 2018    |
| 9.  | 31 tháng 8 năm 2017  | AFG Arena, St.Gallen, Thụy Sỹ                          | Andorra          | 1–0       | 3–0     | Vòng loại World Cup 2018    |
| 10. | 31 tháng 8 năm 2017  | AFG Arena, St.Gallen, Thụy Sỹ                          | Andorra          | 2–0       | 3–0     | Vòng loại World Cup 2018    |
| 11. | 3 tháng 9 năm 2017   | Sân vận động Skonto, Riga, Latvia                      | Latvia           | 1–0       | 3–0     | Vòng loại World Cup 2018    |
| 12. | 8 tháng 6 năm 2018   | Sân vận động Cornaredo, Lugano, Thụy Sĩ                | Nhật Bản         | 2–0       | 2–0     | Giao hữu                    |
| 13. | 8 tháng 9 năm 2018   | Kybunpark, St. Gallen, Thụy Sĩ                         | Iceland          | 4–0       | 6–0     | UEFA Nations League 2018–19 |
| 14. | 15 tháng 10 năm 2018 | Laugardalsvöllur, Reykjavík, Iceland                   | Iceland          | 1–0       | 2–1     | UEFA Nations League 2018–19 |
| 15. | 18 tháng 11 năm 2018 | Swissporarena, Luzern, Thụy Sĩ                         | Bỉ               | 2–2       | 5–2     | UEFA Nations League 2018–19 |
| 16. | 18 tháng 11 năm 2018 | Swissporarena, Luzern, Thụy Sĩ                         | Bỉ               | 3–2       | 5–2     | UEFA Nations League 2018–19 |
| 17. | 18 tháng 11 năm 2018 | Swissporarena, Luzern, Thụy Sĩ                         | Bỉ               | 5–2       | 5–2     | UEFA Nations League 2018–19 |
| 18. | 15 tháng 10 năm 2019 | Sân vận động Genève, Genève, Thụy Sĩ                   | Cộng hòa Ireland | 1–0       | 2–0     | Vòng loại Euro 2020         |
| 19. | 3 tháng 9 năm 2020   | Arena Lviv, Lviv, Ukraina                              | Ukraina          | 1–1       | 1–2     | UEFA Nations League 2020–21 |
| 20. | 25 tháng 3 năm 2021  | Sân vận động Quốc gia Vasil Levski, Sofia, Bulgaria    | Bulgaria         | 2–0       | 3–1     | Vòng loại World Cup 2022    |
| 21. | 31 tháng 3 năm 2021  | Kybunpark, St. Gallen, Thụy Sĩ                         | Phần Lan         | 3–2       | 3–2     | Giao hữu                    |
| 22. | 20 tháng 3 năm 2021  | Sân vận động Olympic, Baku, Azerbaijan                 | Thổ Nhĩ Kỳ       | 1–0       | 2–1     | Euro 2020                   |
| 23. | 28 tháng 3 năm 2021  | Arena Națională, Bucharest, România                    | Pháp             | 1–0       | 3–3     | Euro 2020                   |
| 24. | 28 tháng 3 năm 2021  | Arena Națională, Bucharest, România                    | Pháp             | 2–3       | 3–3     | Euro 2020                   |
| 25. | 12 tháng 6 năm 2022  | Sân vận động Genève, Genève, Thụy Sĩ                   | Bồ Đào Nha       | 1–0       | 1–0     | UEFA Nations League 2022–23 |

## Danh hiệu
Eintracht Frankfurt
- Á quân DFB-Pokal: 2016–17

Benfica
- Primeira Liga: 2018–19
- Supertaça Cândido de Oliveira: 2017, 2019

Thuỵ Sĩ
- FIFA U-17 World Cup: 2009

Cá nhân
- Vua phá lưới Primeira Liga: 2018–19[6]
- Cầu thủ Thuỵ Sĩ xuất sắc nhất năm: 2019[7]